# 薔薇の標的 (1980年の映画)
『薔薇の標的』（ばらのひょうてき）は、1980年に公開された日本のアクション映画。舘ひろし主演、村川透監督。東映セントラルフィルム製作、東映配給。
1972年の東宝映画『薔薇の標的』と同一タイトルで、脚本も同じく白坂依志夫と桂千穂が手掛けているが、ストーリー上の関連は一切ない。
仮タイトルは『激走遊激隊』だった。

## ストーリー
現金輸送車襲撃犯の野本宏（舘ひろし）は奪った金を元手にした麻薬取引の最中、八木（山西道広）率いる暴力組織の襲撃を受け、その上弟分の明（峰竜太）を失い、何者かによるタレコミによって服役生活を送る。4年後模範囚として仮出所した宏は、八木を襲って金を奪い、組織のボス・井戸垣（今井健二）に復讐を宣言する。しかし直後、尾行していた八木らに反撃を受けるが、一足先に出所していた親友である門田圭介（内田良平）に救われる。その後、宏は恋人の杏子（中島ゆたか）と再会し一夜をともにするが、4年前の杏子でないことを感じ、別れを告げる。
翌朝、門田の舎弟である元麻薬Gメン・中尾光二（本間優二）から、貨物船の事務長・王兆徳（草薙幸二郎）と井戸垣との麻薬取引情報を入手。カタギの生活を望む宏と圭介は、このラスト・ビジネスに賭けた。取引当日、麻薬Gメンを装った光二を先頭に取引先の倉庫を襲撃し、5億円を強奪するが、逃走時に光二が射殺されてしまう。宏は負傷しながらも、光二の妻に分け前を届け、なんとか自宅に戻り、杏子に看病される。一方圭介は、ホテルのツケを返しに加世（沢たまき）の元を訪れ、息子の入所する養護施設に分け前の現金を寄付し、カナダに高飛びしようとしたところを八木らに捕らえられ、リンチを受ける。それを杏子から聞いた宏は、杏子を疑いながらも敵陣に乗り込み、組織との銃撃戦の末に圭介を助け出すが、直後に圭介が宏を庇って井戸垣の銃弾を受ける。渾身の力をふりしぼり、井戸垣を道連れに圭介は転落死した。だが感傷に浸っている間もなく、組織の首領・浜田（佐藤慶）が銃を手に現れ、引き金を引こうとした瞬間に銃声が轟く。それは、杏子が浜田に放ったものだった。宏にカタギに戻って欲しい一心から4年前の取引を浜田に密告し、また密かに宏の弁護料と保釈金を用立てていたのは、外ならぬ杏子だった。浜田に騙されたことを悔いた杏子は、宏の腕の中で自らに銃弾を放った。

## 出演者

### 主なキャスト
野本宏 - 舘ひろし
主人公、29歳。弟分の命を奪った井戸垣らに復讐するべく、再び横浜に舞い戻って来た。
石川杏子 - 中島ゆたか
宏の恋人。しかし、宏がいない間に組織の首領・浜田の情婦になっていた。麻薬取引を止めるために4年前に八木らに宏の動きを密告した張本人。
門田圭介 - 内田良平
野本の服役時代の親友。小児マヒを患った息子が養護施設に入っているため、息子のために一生食うに困らない金を残して死にたいと言う。言動は軽薄だが、根は情に厚い男。井戸垣を道連れに転落死。
中尾光二 - 本間優二
門田の舎弟。半年前まで横浜地区の麻薬捜査官だったが、善意が裏目に出てクビになる。自らを裏切った警察に復讐するために、麻薬取引の情報を聞きつけ、野本らと行動をともにするが、八木に撃たれ、今際に金の3分の1を妻に届けてほしいと野本に言い遺す。
柴田加世 - 沢たまき
ホテル"クォーターマスター"の主人。
八木 - 山西道広
井戸垣が率いるヤクザのひとり。
井戸垣謙三 - 今井健二
組織のボス。
浜田一郎 - 佐藤慶
組織の首領。4年の間に杏子の情夫となっていた。
王兆徳（オウ・チョウトク） - 草薙幸二郎
貨物船"上海丸"の事務長。井戸垣率いる組織と麻薬取引をしていた。
弁護士 - 江角英
野本の弁護人。野本が出所した時に登場。
矢沢 - 松田優作（特別出演）
バー"サンランプ"の客。かつて横浜で有名だったロック歌手だが、現在は麻薬中毒。バーでチップをマスターと宏に求めるが、宏のチップが少ないことから「ハマのミュージシャンなめんなよ・・」と言い放って帰っていく、つかみどころのない男。

### その他キャスト
- 倉本はるみ - 沢田和美
- バーのマスター - 重松収
- ホテルの従業員 - ナンシー・チェニー
- 八木の情婦 - 明日香和泉
- ホテルの客 - エド山口
- 明 - 峰竜太
- ヤクザの手下 - 友金敏雄、榎木兵衛、加藤大樹、清水宏
- 取引相手 - きくち英一、飯田浩幾、吉宮槇一
- 矢沢とバーで話している男 - 山口頌祠、北野清治
- 王の手下 - 団巌、星野晃、村上久勝
- 修道女 - 伊藤慶子
- 王の手下 - 黒田努、河野存臣、豊田真寿、高橋るみ、古川みよ子、松本のり子、市原えみ、内川まゆみ、尾島弘美、富沢真理子

## スタッフ
- 監督 - 村川透
- 企画 - 黒澤満
- 脚本 - 白坂依志夫、桂千穂
- 撮影 - 仙元誠三
- 照明 - 渡辺三雄
- 録音 - 広上益弘
- 美術 - 前田博之
- 編集 - 田中修
- 音楽 - 羽田健太郎
- 音楽監督 - 鈴木清司
- 助監督 - 原隆仁
- 色彩計測 - 鈴木耕一
- 記録 - 滝沢恵美子
- スチール - 安彦俊男
- 制作宣伝 - 松本洋
- 制作担当 - 青木勝彦
- カー・スタント - スリー・チェイス
- 擬斗 - 松尾悟
- テクニカル・アドバイザー - トビー門口
- 衣裳 - 第一衣裳
- 美粧 - 入江美粧
- 装飾 - 高津映画装飾
- 現像 - 東映化学
- 協力 - 東映芸能ビデオ、東映俳優センター
- 提供 - 東映セントラル・フィルム
- 製作 - 東映

## 製作
東映が舘ひろしの売り出しを計画し、「遊戯シリーズ」で松田優作をドル箱スターにした村川透監督に委託
、舘のクールな男っぽさを押し出してアクションスターとしての大成を狙った。松田も特別出演。公開前から「標的シリーズ」として1980年秋に第二弾の製作予定があり、1980年暮れから角川映画で舘の主演作を作る計画も予定され、松田と同じステップのスター路線を敷く構想があった(いずれも製作されず)。舘もこの期待に応えるため、好評だった『西部警察』を降りて万全を期していた。

### 撮影
横浜を中心にオール・ロケを敢行。監督の村川はフィルム・ノワールをイメージしたと話している。
マスメディアに取り上げられたのは、当時野性的なルックスと抜群のプロポーションで『GORO』『週刊プレイボーイ』など男性誌のグラビアを席巻した沢田和美の映画初出演。東映宣伝部が熱心に口説き、出演を承諾したもので、セリフは「はい」「いいえ」など簡単なものばかりで僅か5カットだった。沢田は「モデルの方を続けていきたいので」と話し、映画出演はこれが最初で最後とも噂されたが、以降も多くの映画に出演し、ヌードもふんだんに披露した。
1980年3月16日クランクインで、1980年3月31日クランクアップという快テンポで撮影を終えた。

## 受賞歴
- 第4回日本アカデミー賞優秀音楽賞（羽田健太郎）

## 同時上映
- クレージーモンキー 笑拳
  - 監督・主演 - ジャッキー・チェン

※当初封切は1980年4月26日を予定していたが、岡田茂東映社長の肝煎り企画だった『甦れ魔女』と『ミスターどん兵衛』が失敗し、急遽封切を一週間早め、1980年4月19日に公開が繰り上がった。